# Banyliw-Pidhirnyj
Banyliw-Pidhirnyj (ukrainisch Банилів-Підгірний; deutsch Moldauisch Banilla, rumänisch Bănila pe Siret) ist ein Dorf in der Oblast Tscherniwzi, Ukraine, westlich der ehemaligen Rajonshauptstadt Storoschynez, mit etwa 4000 Einwohnern.

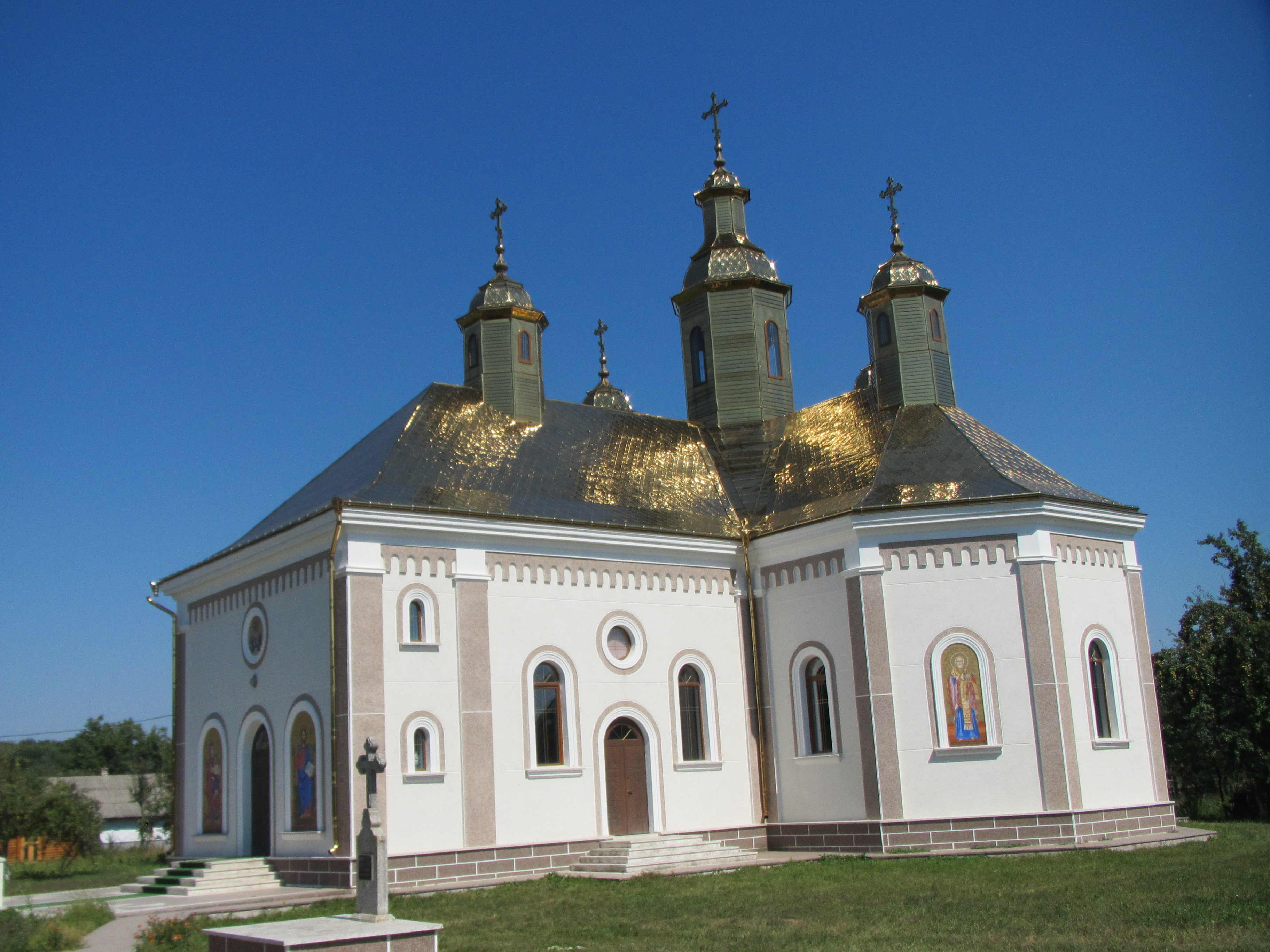
Ukrainisch-orthodoxe Heilige-Himmelfahrt-Kirche in Banyliw-Pidhirnyj 2017

## Geschichte
Der Ort Moldauisch Banilla war seit seiner Gründung Teil der historischen Region der Bukowina, im Fürstentum Moldau. Am 17. August 1428 beurkundete Fürst Alexandru cel Bun einem gewissen Stanciul den Besitz des Dorfes. Im Mai 1555 bestätigte Fürst Alexandru Lăpușneanu den Nachfahren des Ioan Banilovschi das Eigentum. Danach wechselte Bănila häufig die Besitzer.
Aufgrund der neutralen Haltung während des militärischen Konflikts zwischen Russland und der Türkei (1768–1774) erhielt das Habsburgerreich im Januar 1775 im Frieden von Küçük Kaynarca diesen Teil des moldauischen Staatsgebiets. Nach der Annexion der Bukowina wurde Banilla Teil des späteren Herzogtums Bukowina, und zwar im Bezirk Storozynetz.
Im Verlauf des 18. Und 19. Jahrhunderts erwarb die Familie Wassilko immer mehr Anteile an Dorf und Umland. Das Dorf befand sich 1914 zu großen Teilen im Besitz des Grafen Georg Wassilko von Serecki. Weiteren Besitzanspruch hatten dort Emil Adelsberg, Simon Goldhirsch, Michael Ritter von Grekul, Valentin Lukasiewicz und Eudoxius Ursachi.
Nach der Vereinigung der Bukowina mit Rumänien am 27. November 1918 wurde die Kommune verwaltungsmäßig dem Kreis Flondoreni im Bezirk Storojineț zugeordnet. Damals war der Großteil der Bevölkerung rumänisch. Das Dorf hatte eine gewisse industrielle Bedeutung im Bezirk. Hier gab es eine Butter- und Möbelfabrik. In der Zwischenkriegszeit gründete sich im Dorf der Kulturverein "Frăția" (Brüderlichkeit). Auch das Haus für Sozialversicherungen (Casa Asigurărilor Sociale) mit Sitz in Czernowitz bot medizinische Dienstleistungen in der Gemeinde an.
Im Zuge der durch den Hitler-Stalin-Pakt ermöglichten Annexion der Nordbukowina am 28. Juni 1940 wurde der Ort ein Teil der Sowjetunion (dazwischen 1941–1944 wiederum rumänisch), sodann ab 1945 sowjetisch unter der Verwaltung der Ukrainischen SSR und ist seit 1991 ein Teil der Ukraine.

## Bevölkerung
Die Bevölkerung bestand bis 1945 überwiegend aus Rumänen, auch lebten dort Juden, Ruthenen und Zigeuner. Gemäß den Daten aus dem Staatsarchiv der Czernowitzer Region im Jahre 1894 wurde in zwölf der dortigen 15 Grundschulen in rumänischer Sprache unterrichtet, darunter auch in der Einzigen von Banilla. Bei der Volkszählung von 1930 hatte der Ort 6840 Einwohner.
Nach der Verschleppung, Vertreibung und Ermordung zuerst von Zigeunern und Juden durch das Antonescuregime zwischen 1941 und 1944, sodann großer Teile der rumänischsprachigen Bevölkerung durch die Russen nach 1945, sank die Einwohnerzahl drastisch. Nur langsam erholte sich die Population, indem Ukrainer vor Ort angesiedelt wurden. Trotzdem betrug die Bevölkerung nach der Volkszählung von 1989 erst wieder 3711 Personen.
Nach der Schätzung von 2007 hatte Banilla 4012 Einwohner. Nur noch 12,58 % bekannten sich als Rumänen bzw. Moldauer, das waren 467 (449+18) Einwohner.
Der bedeutendste Sohn der Gemeinde war der Erzbischof von Czernowitz sowie Metropolit der Bukowina und Dalmatiens Basil Vladimir Ritter von Repta (1842–1926).

## Verwaltungsgliederung
Am 29. September 2016 wurde das Dorf ein Teil der neu gegründeten Stadtgemeinde Storoschynez im Rajon Storoschynez, bis dahin bildete es die Landratsgemeinde Banyliw-Pidhirnyj (Банилово-Підгірнівська сільська рада/Banylowo-Pidhirniwska silska rada) im Westen des Rajons.
Seit dem 17. Juli 2020 ist der Ort ein Teil des Rajons Tscherniwzi.